# Intesa Sanpaolo
Intesa Sanpaolo es un grupo bancario resultado de la fusión entre Banca Intesa y Sanpaolo IMI con sede en la ciudad de Turín, Italia. Dispone de un claro liderazgo en el mercado bancario italiano y tiene una pequeña pero en crecimiento presencia internacional especialmente en Europa Central y Oriental, y en la cuenca mediterránea. Cuando se formó en 2007 superó al Grupo Unicredito como el mayor banco italiano con 13 millones de clientes. En 2010 sus activos habían crecido a $87,76 billones situándose en 26º en el ranking de las mayores compañías del mundo.

## Historia

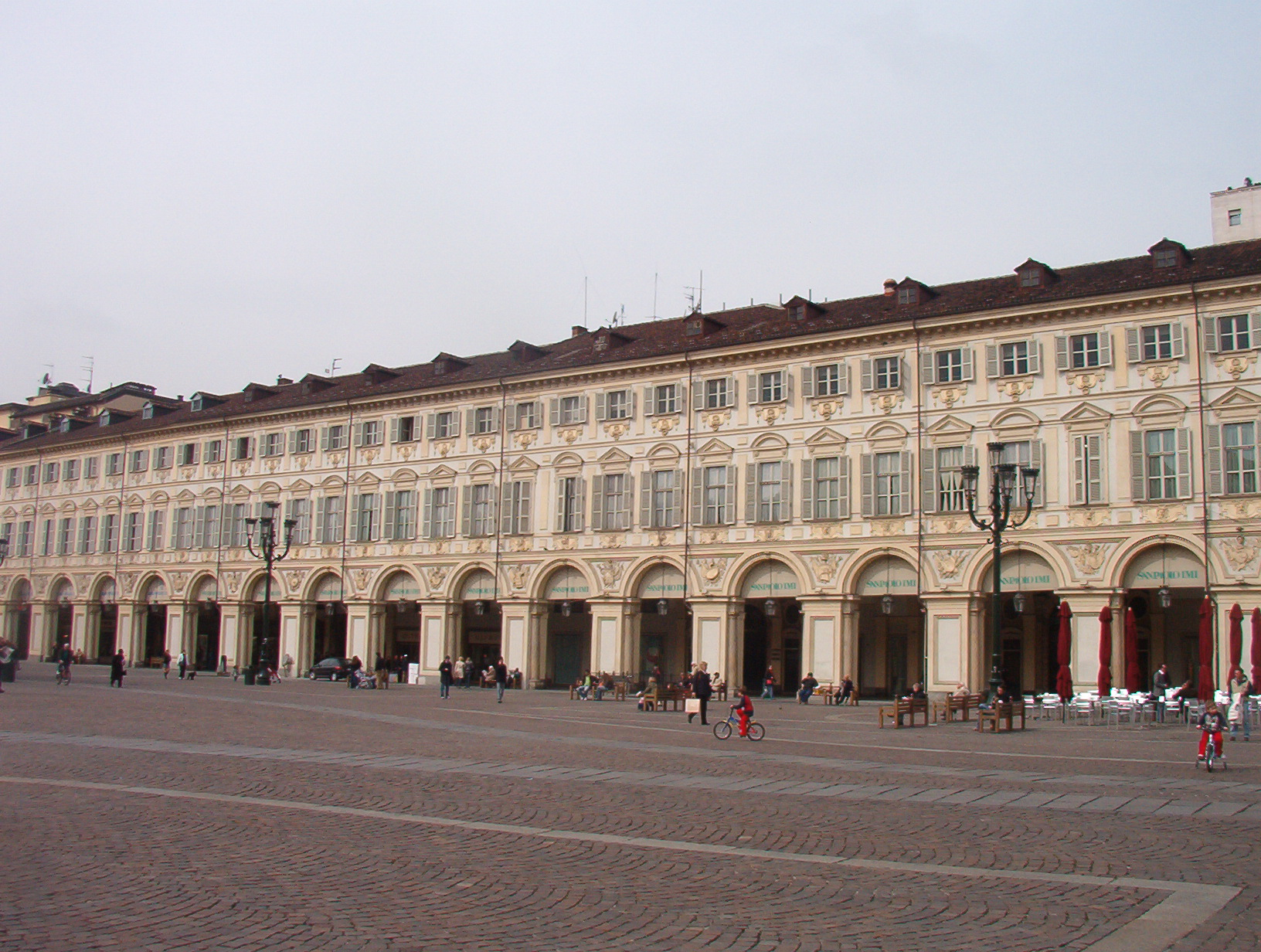
Antigua sede principal del banco Intesa Sanpaolo en la piazza San Carlo, Turín.

La filial más antigua del grupo corresponde a Cariplo que tiene sus raíces en el banco austríaco Cassa di Risparmio delle Provincie Lombarde que fue fundada en 1823 por un grupo filántropo italiano, el Comité Central de Caridad como una respuesta del gobierno a los esfuerzos a los duros tiempos económicos de inicios del siglo XIX. A inicios del siglo XX el banco contribuyó a que las compañías del Norte de Italia obtuvieran financiación durante la I y II Guerra Mundial. Las reformas bancarias de 1990 iniciadas por Giuliano Amato supusieron la reorganización del sector y la renuncia del Estado al control de estas entidades.
Cariplo fue constituido en 1991 cuando Cassa di Risparmio se fusionó con IBI. Banco Ambrosiano se creó en 1989 de la unión de Nuovo Banco Ambrosiano y Banca Cattolica del Veneto. El banco creció en tamaño durante la década de 1990 debido a numerosas adquisiciones (Citibank Italia, Banca Vallone di Galatina, Caboto entre otras).
Banca Commerciale Italiana (BCI) inició en 1894 sus actividades prestamistas con la industria del norte de Italia. En 1994 Mediobanca entró en el accionariado.
BCI se fusionó con Banca Ambrosiano y Cariplo in 1998 para formar una institución financiera renombrada Banca Intesa en 2003.
En enero de 2007 estas entidades se unieron con la fusión de dos de los tres mayores grupos bancarios de Italia.  Banca Intesa adquirió Sanpaolo IMI creando un grupo valorado en 37,8 billones de dólares.
Sanpaolo IMI había sido constituido en 1998 de la fusión del Istituto Bancario San Paolo di Torino y el Istituto Mobiliare Italiano; IMI había sido establecido en 1931.

## Sanpaolo IMI
El Gruppo Sanpaolo IMI es uno de los mayores grupos bancario y asegurador de Italia y tiene su sede en Turín. Emplea 44.000 personas y tiene cerca de siete millones de clientes. Dispone de una red de 3.200 oficinas.

## Desinversión de Rusia
Tras la invasión rusa de Ucrania en 2022, ISP anunció que comenzaría a trabajar en la desinversión de su unidad en Rusia. En septiembre de 2023, Vladímir Putin aprobó un plan que permitía la venta de las operaciones rusas del grupo bancario. En enero de 2025, ISP aún no ha finalizado su salida.

## Subsidiarias internacionales
- Privredna banka Zagreb, Croacia
- Banca Fideuram, Italia
- Banca Intesa Beograd, Serbia
- Banka Koper, Eslovenia
- CIB Bank, Hungría (fusionado con Inter-Európa Bank)
- Intesa Sanpaolo Bank Albania, Albania
- Bank of Alexandria, Egipto
- Pravex Bank, Ucrania
- Bank Intesa, Rusia
- VÚB Banka, Eslovaquia

## Accionistas
| Accionista                      | Participación |
| ------------------------------- | ------------- |
| Compagnia di San Paolo          | 9,718%        |
| Fondazione Cariplo              | 4,948%        |
| Fondazione C.R. Padova e Rovigo | 4,839%        |
| Credit Agricole                 | 3,819%        |
| Generali                        | 3,812%        |
| Banca CR Firenze                | 3,320%        |
| BlackRock                       | 2,430%        |
| Fondazione C.R. in Bologna      | 2,023%        |